# Jerónimo de Rocamora
Jerónimo de Rocamora, I marchese di Rafal, I barone di Puebla, VIII signore di Benferri (in spagnolo: Jerónimo de Rocamora y Thomas; Orihuela, 9 aprile 1571 – Orihuela, 1639), è stato un generale spagnolo.

## Biografia
Nato a Orihuela, era figlio di Jaime de Rocamora e della sua prima moglie, Ana de Thomas.

## Matrimoni

### Primo matrimonio
Nel febbraio 1593, sposò la sua lontana cugina Isabel de Molins, figlia di Nicolás de Molins. Ebbero sei figli:
- Nicolás de Rocamora, IX signore di Benferri (1595-1641), sposò Beatriz de Cascante, ebbero un figlio;
- Alfonso de Rocamora;
- Ana de Rocamora;
- Ángela de Rocamora;
- Isabel de Rocamora (3 agosto 1605-?), sposò in prime nozze Nicolás de Molins, non ebbero figli, e in seconde nozze José Rosell, ebbero due figli;
- María de Rocamora.

### Secondo matrimonio
Sposò, il 10 marzo 1611, María García di Lasa, figlia di Gaspar García de Lasa. Ebbero cinque figli:
- Gaspar de Rocamora (1613-1666), sposò María Manuela Fernández de Valenzuela, non ebbero figli;
- Jaime de Rocamora;
- Juan de Rocamora (1618-1691), sposò María de Cascante, ebbero due figlie;
- Catalina de Rocamora;
- Isabel de Rocamora.

## Carriera
Jeróme partì volontario alla guerra di Fiandra per difendere il dominio della Corona spagnola in quei territori, distinguendosi come un soldato coraggioso.
Al suo ritorno in Spagna, Filippo IV gli concesse, il 16 luglio 1632, il titolo di Barone di Puebla de Rocamora.
Per la sua lealtà e il sostegno fornito in passato dai suoi antenati alla monarchia, Filippo IV gli concesse il titolo di Marchese di Rafal per lui e per i suoi discendenti o successori legittimi, il 14 giugno 1636.
Egli è considerato il fondatore della città di Rafal. Fece costruire la Chiesa di Nostra Signora del Rosario nel 1639, pochi mesi prima della sua morte. Aveva già fatto costruire, nel 1622, la Chiesa di San Gerolamo di Benferri.

## Morte
Morì nel 1639 nella sua città natale.